# رناتا دانتسه‌ویچ
رناتا دانتسه‌ویچ (لهستانی: Renata Dancewicz؛ زادهٔ ۷ فوریهٔ ۱۹۶۹) بازیگر اهل لهستان است.
از فیلم‌ها یا برنامه‌های تلویزیونی که وی در آن نقش داشته‌است، می‌توان به کارگزار من، سرهنگ کفیاتکوفسکی، قانون حقیقی، در خیابان سپولنی و ۳۳ صحنه از زندگی اشاره کرد.